# Ushio to Tora
Ushio to Tora (jap. うしおととら) ist eine Manga-Serie von Kazuhiro Fujita. Sie erschien von 1990 bis 1996 in Japan und wurde als Anime-Fernsehserie und Original Video Animation adaptiert. Die Serie wurde international, darunter auch im deutschsprachigen Raum, als Ushio and Tora veröffentlicht.

## Handlung
Der Schüler Ushio Aotsuki (蒼月 潮) lebt mit seinem Vater Shigure Aotsuki (蒼月 紫暮) in einem Schrein, der von ihrer Familie seit Jahrhunderten gehütet wird. Shigure erzählt seinem Sohn immer wieder von Ungeheuern und Monstern, was dieser schon lange satt hat. Als sich sein Vater eines Tages aber wieder einmal auf Reisen befindet, stößt Ushio auf eine verborgene Kammer und ein darin mit dem mystischen Biest-Speer gefangenes Monster. Als die von dessen Aura angelockten Ungeheuer seine Schulkameraden bedrohen, befreit Ushio das Monster, auf dass es die anderen Monster vernichtet. Indem Ushio den Biest-Speer an sich nimmt, kann er das Monster tatsächlich dazu zwingen, ihm zu helfen und nach dem Vorfall verhindern, dass es loszieht, andere Menschen zu fressen. Das Monster, dem Ushio den Namen Tora gibt, will ihn nun heimsuchen und wartet auf die Gelegenheit, Ushio doch eines Tages zu fressen. 
Toras Befreiung, nachdem er 500 Jahre zuvor von einem Samurai mit dem Biest-Speer gefangen wurde, sorgt für einige Unruhe in der Nachbarschaft. Er ist zwar für Menschen meist nicht sichtbar, kämpft aber gegen andere Ungeheuer und zieht diese und einen Monster-Jäger an. So kommt es immer wieder zu Kämpfen, in die Ushio mit dem Biest-Speer eingreift. Dabei wandelt er stets auch seine eigene Gestalt und erhält vom Speer, der immer mehr ein Eigenleben entwickelt, übermenschliche Kräfte. Der Legende nach ergreift der Speer nach und nach Besitz von seinem Träger und verwandelt diesen selbst in ein Monster. 
Bald tritt die Sekte Kōhamei in Erscheinung, deren Mitglied auch Ushios Vater ist. Sie hat sich dem Kampf gegen Monster verschrieben und will nun Tora töten und den Biest-Speer an sich bringen, um sich gegen die Ankunft des Dämons Hakumen zu wappnen. Doch Shigure stellt sich gegen seine Sekte und verteidigt Tora und seinen Sohn. Sie sollen sich auf die Reise zu Ushios totgeglaubter Mutter begeben. Ushio soll dabei mehr über seine Mutter und den Biest-Speer erfahren. So begibt er sich zusammen mit Toru, der für ihn immer mehr ein Freund geworden ist, auf eine Reise durch Japan. Bei dieser treffen sie auf andere Monster und Dämonen und deren Probleme mit Menschen.

## Veröffentlichung
Die Serie erschien von 1990 bis 1996 im Magazin Weekly Shōnen Sunday des Verlags Shogakukan. Die Kapitel wurden auch zusammengefasst in 33 Bänden herausgebracht. Eine italienische Übersetzung erschien bei Edizioni Star Comics, eine chinesische bei Daran Culture Enterprise in Taiwan und Culturecom Holdings Limited in Hongkong.

## Anime-Adaptionen
Der Manga wurde erstmals 1992 bis 1993 als Anime umgesetzt. Bei der Produktion von Studio Pastel führte Kunihiko Yuyama Regie, der zusammen mit Kenji Terada auch das Drehbuch schrieb. Die künstlerische Leitung lag bei Yoshio Ito und das Charakterdesign wurde entworfen von Norihiro Matsubara. Die verantwortlichen Produzenten waren Fumiro Ueda, Hiroshi Takao und Tatsuo Ooba. Die zehn Folgen, die nur einige der ersten Geschichten des Mangas umfassen, wurden als Original Video Animation veröffentlicht. Eine englische Synchronfassung erschien bei Western Connection in Großbritannien und bei ADV Films in den USA und wurde von The Anime Network im Fernsehen ausgestrahlt sowie über Streaming Media veröffentlicht. Italia 7 Gold zeigte eine italienische Übersetzung.
Im Jahr 1993 erschien mit Ushio to Tora: Comical Deformer Gekijō (うしおととら コミカル・デフォルメ劇場) auch eine halbstündige Parodie von Ushio to Tora, die vom gleichen Team produziert wurde. Sie zeigt die Protagonisten im Chibi-Stil. 
2015 entstand dann eine Anime-Fernsehserie auf Grundlage des Mangas bei MAPPA und Studio Voln. Die Regie führte Satoshi Nishimura und die Hauptautoren waren Kazuhiro Fujita und Toshiki Inoue. Das Charakterdesign stammt von Tomoko Mori und die künstlerische Leitung lag bei Tomoyuki Shimizu. Die erste Staffel der Serie mit 26 Folgen wurde ab dem 3. Juli 2015 bei BS Fuji, KBS Kyoto, Sun Television, Tokyo MX und Aichi Television Broadcasting ausgestrahlt. 2016 folgte eine zweite Staffel mit 13 Folgen. Die Plattform Crunchyroll veröffentlichte die komplette Serie als Ushio and Tora per Streaming, auch mit deutschen Untertiteln. Neben Crunchyroll veröffentlichten auch die Plattformen Hulu und The Anime Network eine englisch untertitelte Fassung über das Internet, Anime Digital Network veröffentlichte eine mit französischen Untertiteln und Yamato Video eine mit italienischen.

### Synchronisation
| Rolle           | Japanische Stimme (1993) | Japanische Stimme (2015) |
| --------------- | ------------------------ | ------------------------ |
| Tora            | Chikao Ohtsuka           | Rikiya Koyama            |
| Ushio Aotsuki   | Nozomu Sasaki            | Tasuku Hatanaka          |
| Mayuko Inoue    | Yumi Tōma                | Kiyono Yasuno            |
| Asako Nakamura  | Yuri Amano               | Mikako Komatsu           |
| Shigure Aotsuki | Takeshi Aono             | Keiji Fujiwara           |

### Musik
Die Musik der Original Video Animation komponierten Kei Wakakusa und Shiro Sagisu. Für die Vorspanne verwendete man die Lieder Brave Fighter von Yasu und Kedamono no yari von Shinya Iguchi. Die Abspanne wurden unterlegt mit Dear My Best Friend von Nozomu Sasaki und Dareka ga omae o neratteru von Nozomu Sasaki. Für die Parodie von 1993 wurde die Musik von Etsuko Yamakawa und Hiroshi Okamoto komponiert. Hier verwendete man wieder Brave Fighter von Yasu für den Vorspann, aber It's A Joke von Hosana für den Abspann.
Die Musik der Fernsehserie komponierte Eishi Segawa. Der Vorspann der ersten Staffel ist unterlegt mit dem Lied Mazeru na Kiken (混ぜるな危険), das der zweiten Staffel mit Shūgawari no Kiseki no Shinwa (週替わりの奇跡の神話). Beide Lieder stammen von Kinniku Shōjo Tai. Die Abspanntitel sind Hero von Sonar Pocket und Makeruna Chiisaki Mono yo (負けるな小さきものよ) von Wakadanna sowie für die zweite Staffel Kessen Zenya (決戦前夜) von Lunkhead.

## Rezeption
1991 wurde der Manga mit dem Shōgakukan-Manga-Preis ausgezeichnet.
Die Serie greift einige bekannte Handlungsmuster auf – alte japanische Geistergeschichten, deren Zusammentreffen mit der modernen Zivilisation und die sich zusammenraufenden ungleichen Freunde – so die Anime Encyclopedia. Dabei sei Ushio to Tora lustig und aufregend sowie reflektiert und nachdenklich in der Darstellung der Freundschaft und den Konflikten zwischen Monstern und Menschen. Die Serie hebe sich damit deutlich positiv ab von den klamaukigen Monster-Serien seiner Zeit ab, die sich wie Tenchi Muyō! eher den romantischen Wünschen ihres jungen Publikums anbiederten. Von den beiden englischen Synchronfassungen der OVA sei die von ADV die bessere.